# Sowerbyella fagicola
Sowerbyella fagicola är en svampart som beskrevs av J. Moravec 1973. Sowerbyella fagicola ingår i släktet Sowerbyella och familjen Pyronemataceae.   Inga underarter finns listade i Catalogue of Life.